# Harbutowice (Petite-Pologne)
Pour les articles homonymes, voir Harbutowice.
Harbutowice est une localité polonaise de la gmina de Sułkowice, située dans le powiat de Myślenice en voïvodie de Petite-Pologne.